# The Fortress of Dr. Radiaki
The Fortress of Dr. Radiaki é um jogo de tiro em primeira pessoa desenvolvido pela Future Vision, Inc. com participação da Maelstron Software e lançado em 1994, sendo distribuído pela Merit Studios.

## História
Dr. Radiaki criou um exército de criaturas geneticamente modificadas, e está com o desejo de dominar o mundo. O trabalho do jogador que controla o agente especial Mack Banner, é se infiltrar em sua fortaleza e mata-lo.

## Jogabilidade
Os desenvolvedores se objetivaram em fazer um jogo de tiro mais cômico do que os que se encontravam no mercado na época de lançamento, o jogador começa o jogo com apenas uma bastão de baseball como arma, e com o decorrer do jogo, ia encontrando espadas, pistolas, metralhadoras, lança-mísseis, lança-granadas e por fim, um canhão de plasma. O jogo possui 15 níveis, inimigos e portas que necessitam de chave para serem abertas são os principais obstáculos do jogo, para ajudar o jogador, há munição e itens que aumentam a barra de energia do jogador espalhados pelo mapa.